# كتابة مائلة

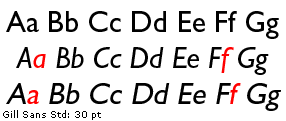
كتابة نموذج الخط المائل بالحروف اللاتينية.

الكيريلية الروسية تختلف مابين الكتابة القياسية والمائلة لبعض الحروف.

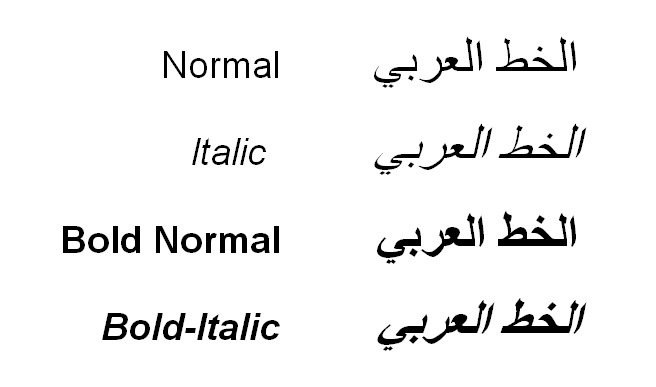
مقارنة الخط العربي بين القياسي والمائل

الكتابة المائلة والخط الإيطاليقي (الإنجليزية: Italic type) هو محرف نسخي على أساس نموذج مبسط من خط الكتابة اليدوية. نظرا لتأثير الخط، فإن المحارف تكون مائلة قليلا في كثير من الأحيان إلى اليمين. تستخدم أيضا أشكال مختلفة من الشكل الروماني عادة لإضافة تأثير آخر الخط. لذا فإنه يختلف عن الكتابة المائلة التي هي مجرد تشويه للخط في الاتجاه المائل.